# Pseudoleosthenes scaberrimus
Pseudoleosthenes scaberrimus är en insektsart som beskrevs av Ludwig Redtenbacher 1906. Pseudoleosthenes scaberrimus ingår i släktet Pseudoleosthenes och familjen Damasippoididae. Inga underarter finns listade i Catalogue of Life.